# لیره واتیکان
لیره واتیکان (به انگلیسی: [] Error: {{Lang}}: فاقد متن (راهنما)) (به زبان بومی: lira vaticana) با کد ایزوی VAL، یکای پول رایج در کشور واتیکان است. مسئولیت کنترل این یکای پول برعهدهٔ قرار دارد.